# Malted milk biscuit

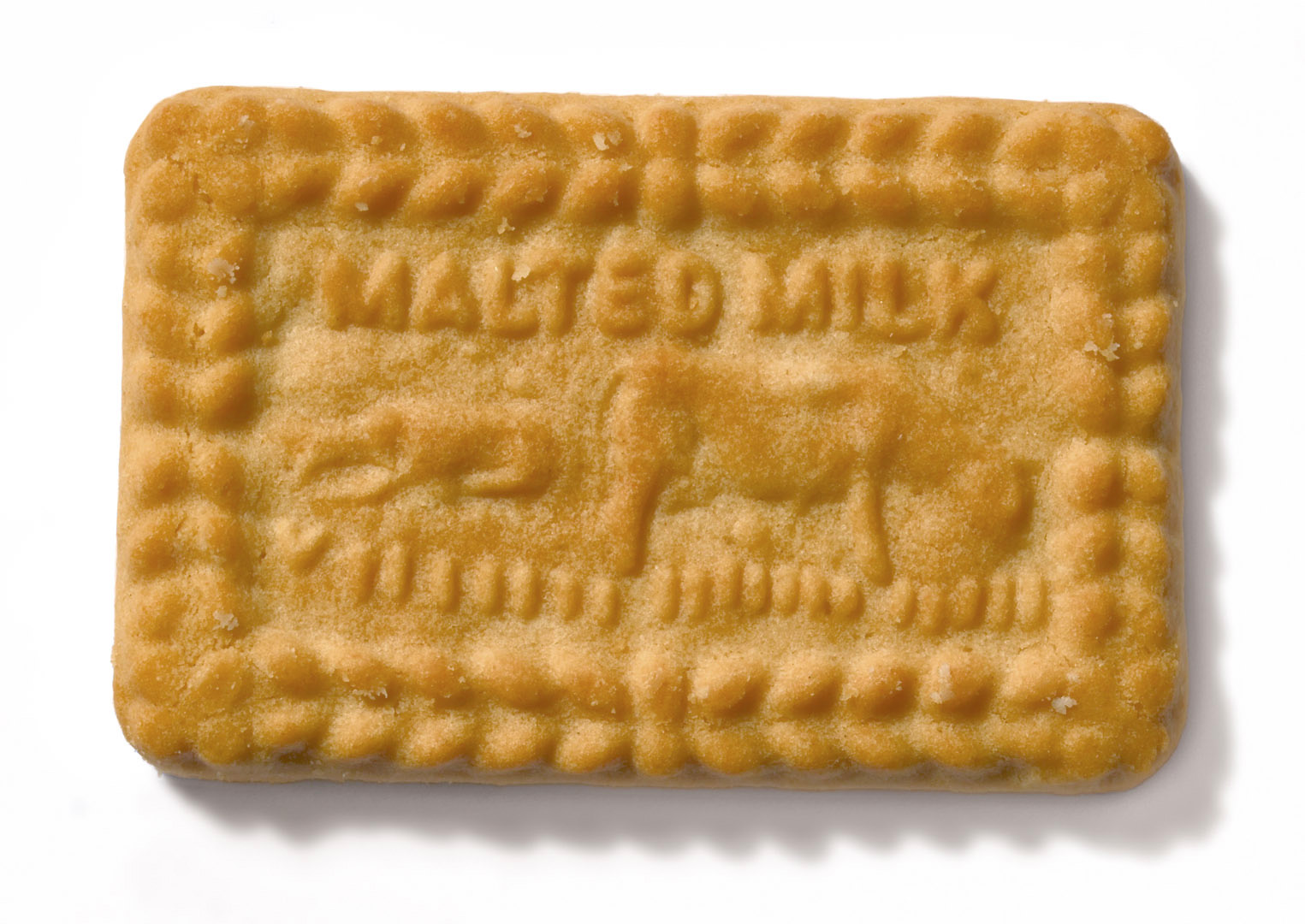
Ciastko malted milk

Malted milk biscuit – rodzaj herbatników popularnych w Wielkiej Brytanii, wypiekanych z mąki pszennej z dodatkiem mleka i słodu.
Ciastka zazwyczaj mają prostokątny kształt i ozdobione są wizerunkiem krowy oraz napisem z nazwą herbatnika.
Zawartość cukru w ciastkach malted milk jest jedną z najniższych wśród herbatników.